# Bayabas
Bayabas è una municipalità di quinta classe delle Filippine, situata nella Provincia di Surigao del Sur, nella Regione di Caraga.
La municipalità venne creata nel 1961 con parte del territorio delle municipalità di Cagwait e Tago.
Bayabas è formata da 7 baranggay:
- Amag
- Balete (Pob.)
- Cabugo
- Cagbaoto
- La Paz
- Magobawok
- Panaosawon